# کارناوال کلوچه
کارناوال کلوچه (به زبان انگلیسی: The Cookie Carnival) یک فیلم کوتاه انیمیشن از مجموعه آثار سمفونی احمقانه که توسط استودیو انیمیشن والت دیزنی تولید شده‌است و در ابتدا در ۲۵ مه ۱۹۳۵ منتشر شد.
این اثر داستان یک دختر از جنس کلوچه می‌باشد که می‌خواهد در کارناوال کلوچه، ملکه شود. در نهایت پس از مراسم رژه در آتلانتیک سیتی توسط داوران به عنوان دوشیزه آمریکا برگزیده می‌شود.